# Max Hartmann (Zoologe)
Max(imilian) Hartmann (* 7. Juli 1876 in Lauterecken bei Kusel; † 11. Oktober 1962 in Buchenbühl (heute Ortsteil von Weiler-Simmerberg)) war Zoologe und Naturphilosoph, Hochschullehrer und Direktor des Kaiser-Wilhelm-Instituts für Biologie.

## Leben
Er begann sein Studium an der Forstakademie Aschaffenburg, wechselte bald zur Zoologie und Naturwissenschaften an die Universität München, wo er 1901 bei Richard von Hertwig promovierte. Nach der Assistenzzeit am Zoologischen Institut der Universität Gießen im Jahre 1902 habilitierte er sich 1903 mit der Arbeit Die Fortpflanzungsweisen der Organismen. Danach wechselte er an das Berliner Institut für Infektionskrankheiten, aus dem später das Robert Koch-Institut hervorging und wirkte dort ab 1909 als ordentlicher Professor. Ab 1914 war er Direktor des Kaiser-Wilhelm-Instituts für Biologie in Berlin. Als Vorsitzender der „Biologisch-Medizinischen Sektion“ der Kaiser-Wilhelm-Gesellschaft (KWG) war Hartmann von 1929 bis 1932 auch Mitglied des Senats der KWG.
In der Zeit des Nationalsozialismus wurde er 1934 Honorarprofessor an der Universität Berlin. 1937 verunglückte sein Sohn Hans bei einer deutschen Nanga-Parbat-Expedition. Seit 1939 war Hartmann Mitherausgeber der in jenem Jahr vom SS-Ahnenerbe übernommenen Zeitschrift Der Biologe.
Max Hartmann war bis 1955 am Max-Planck-Institut für Biologie in Tübingen tätig, das nach dem Zweiten Weltkrieg aus dem Kaiser-Wilhelm-Institut entstanden war, und dessen Sitz 1944 nach Hechingen und 1952 nach Tübingen verlagert worden war.
1931 war Hartmann Präsident der Deutschen Zoologischen Gesellschaft. Die Deutsche Akademie der Naturforscher Leopoldina nahm ihn 1932 als Mitglied auf. 1934 wurde er ordentliches Mitglied der Preußischen Akademie der Wissenschaften. Seit 1935 war er korrespondierendes Mitglied der Bayerischen Akademie der Wissenschaften. Die Königlich Niederländische Akademie der Wissenschaften nahm ihn 1956 als auswärtiges Mitglied auf. 1959 wurde Hartmann in die National Academy of Sciences gewählt.
Hartmanns Arbeiten konzentrierten sich auf die methodologischen und erkenntnistheoretischen Grundlagen der Naturwissenschaften. Seine speziellen Arbeitsschwerpunkte bezogen sich auf die Physiologie der Befruchtung und die Sexualität. Er prägte den Begriff Termone und Gamone für hormonähnliche Wirkstoffe der Gameten niederer und höherer Organismen.
Der als Fälscher bekannt gewordene Franz Moewus forschte an seinem Institut. Nach dem Zweiten Weltkrieg wiesen Herbert Förster und Lutz Wiese bei Hartmann dessen Fälschungen nach (er war aber inzwischen schon in den USA aufgeflogen).

## Schriften
- Allgemeine Biologie. 1925.
- Biologie und Philosophie. Springer, Berlin 1925.
- Philosophie der Naturwissenschaften, 1937.
- Deutsche philosophisch-biologische Veröffentlichungen der Jahre 1939–1945. In: Philosophia naturalis. Band 1, 1950, S. 132–139.
- Deutsche philosophisch-biologische Veröffentlichungen vom Kriegsende bis Ende 1948. In: Philosophia naturalis. Band 1, 1950, S. 285–298.
- Die Sexualität. 1943. 2., neubearbeitete Auflage 1956.
- Atomphysik, Biologie und Religion. 1947.
- Die philosophischen Grundlagen der Naturwissenschaften. 1948.
- Das Mechanismus-Vitalismus-Problem vom Standpunkt der kritischen Ontologie Nicolai Hartmanns. In: Zeitschrift für philosophische Forschung. Band 3, Hest 1, 1948, S. 36–49.
- Die Philosophie der Natur Nicolai Hartmanns. In: Naturwissenschaften. Band 28, Nr. 20, 1951, S. 468–472.
- Die Erforschung des Lebendigen im 20. Jahrhundert. Einleitung zum 2. Abschnitt des Buches: „Biologen“. In: Hans Schwerte, Wilhelm Spengler (Hrsg.): Forscher und Wissenschaftler im heutigen Europa. 2. Mediziner, Biologen, Anthropologen (= Gestalter unserer Zeit. Band 4). Stalling, Oldenburg 1955, S. 158–182. Über ihn im gleichen Werk siehe den folgenden Abschnitt: Literatur; dort Bemerkung zu den Herausgebern.
- Einführung in die allgemeine Biologie und ihre philosophischen Grund- und Grenzfragen. 1956. 2. Auflage 1965.
- Gesammelte Vorträge und Aufsätze. 1956.